# لوكاس هامرشتاين
لوكاس هامرشتاين Lukas Hammerstein (ولد في 4 مايو 1958 في فرايبورغ) هو كاتب وقانوني ألماني.
درس القانون وعمل محاميا وخبيرا قانونيا. وأقام في فيينا بين عامي 1988 حتى 1994. منذ عام 1993 يعمل في التحرير السياسي في الإذاعة البافارية, كما يكتب العديد من المقالات لصحف مختلفة. وبجانب ذلك كتب أعمالا أدبية. ومنه الروايات والقصص والقصائد والمقالات وللإذاعة. حصل على الجائزة التشجيعية من الولاية الحرة بافاريا في 1987 وعلى منحة دراسية من ولاية بادن فورتمبرج في عام 1990.

## من أعماله
- المائة والعشرين يوما البرلينية 2003